# サンリフォーム
株式会社サンリフォーム（英: SUNREFORM Co.,Ltd. ）は、愛知県稲沢市に本社を置く、パン・パシフィック・インターナショナルホールディングス傘下の付帯サービス業会社。主にユニーのショッピングセンター内カウンターにおいて、顧客から依頼される商品の修理・加工等のサービスを行う店舗を運営している。

## 概要
ユニーの一事業部であった衣料リフォーム事業を株式会社として独立させる。店舗は主にユニーに依存しているが、ユニーグループ以外のショッピングセンターにも出店している。

## 事業内容
- リフォーム事業 （衣類の直し・かけつぎ）
- リペア事業 （靴鞄の修理・合鍵製作・表札製作）

### 過去に行っていた事業
- クリーニング事業 （クリーニング取次ぎ）
- 家事代行事業 （家事代行・ハウスクリーニング）／ミニメイド・サービス（株）・（株）ディジー ・ 長谷川興産（株）＜おそうじ本舗＞提携
- フォト事業 （DPE・証明写真ボックスの設置）
- カルチャー事業 （パソコン事業・フィットネス事業）／フィットネス事業は、タニタの子会社（株）株式会社タニタフィッツミーと提携し、FC店として展開

## 沿革
- 1984年
  - 3月 - ユニー株式会社でリフォーム事業の開始
  - 10月 - ユニー一宮店（のちのアピタ一宮店、現在は建て替えてテラスウォーク一宮）内にリフォーム1号店「ドクターリフォーム」を出店（のちにサンリフォームに改称）[2]
- 1985年2月 - リフォーム事業部発足
- 1989年10月 - リペア事業開始。アピタ豊明店（のちのピアゴ前後駅前店（閉店））内にリペア1号店「サンリペア」を出店（現在は閉店）
- 1992年12月 - 株式会社サンリフォーム設立
- 1996年2月 - フォト事業開始。ユーストア東刈谷店（現・ピアゴ東刈谷店）内にフォト1号店「サンフォート21」を出店（現在は閉店）
- 1998年1月 - 証明写真ボックス「サンショット」をアピタ館林店に設置
- 2000年8月 - 名古屋市東区のユニー大曽根店内にあった本社を稲沢に移転
- 2003年2月 - クリーニング事業開始。ラフーズコア神野店内に1号店「サンクリーニング」を出店（現在は閉店）
- 2009年3月 - カルチャー事業開始。ピアゴ豊明店に「パソコン教室」出店 （現在は閉店）
- 2010年4月 - カルチャー事業、アピタタウン稲沢店に「30分フィットネス」出店（現在は閉店）
- 2012年5月 - 家事代行事業「家事タスカル」開始（現在は中止）
- 2018年
  - 9月 - 名古屋市北区に「サンリフォーム大曽根研修店」を設置
  - フォト事業、カルチャー事業から撤退
- 2020年7月 - 株式会社パン・パシフィック・インターナショナルホールディングス傘下、日本商業施設株式会社の子会社となる
- 2025年7月 - 日本商業施設株式会社に吸収合併され解散する。(事業は日本商業施設が引き継ぐ)

## 店舗

### 全店舗数
（2015年7月現在）
- 計198店舗

### 店舗ブランドおよび各店舗数
店舗ブランドおよび各店舗数 
- サンリフォーム （洋服リフォーム店）

72店
- サンリペア （靴鞄の修理・合鍵製作・表札製作の複合店）

61店
- サンフォート21 （DPE店）

32店
- カルチャー

7教室